# Gepus buxtoni
Gepus buxtoni là một loài côn trùng trong họ Myrmeleontidae thuộc bộ Neuroptera. Loài này được Morton miêu tả năm 1921.